# Eugénie Hardon
Eugénie Hardon (Courquetaine, Sena y Marne, Francia; 5 de octubre de 1877 - París, Francia; 30 de enero de 1962)  conocida también como Eugénie Petain, fue la esposa del comandante militar francés y líder político Philippe Pétain, quien gobernó la Francia de Vichy desde 1940 hasta 1944.

## Biografía
Eugénie nació el 5 de octubre de 1877 en Courquetaine, Sena y Marne en Francia. Philippe Pétain fue su segundo marido. El año 1903, Eugénie se casó con François de Hérain, el cual era un médico que más tarde se convirtió en artista. Bajo la presión de su familia, Eugénie inicialmente rechazó una propuesta de matrimonio de Pétain y se casó con Hérain, pero este matrimonio terminaría en divorcio en 1914. Su hijo de su primer matrimonio, Pierre de Hérain, se convirtió en director de cine.
Eugénie se casó con Pétain el 14 de septiembre de 1920, aunque su relación había comenzado mucho antes. Se informó que Pétain estuvo en un hotel con ella la noche en que fue designado para tomar el mando en la Batalla de Verdún en 1916. Eugénie estvo casado con Philippe Pétain hasta la muerte de éste en 1951. 
Eugénie Hardon falleció en la ciudad de París, Francia el 30 de enero de 1962 a sus 84 años de edad. Actualmente sus restos descansan en el cementerio de Montparnasse.